# Dekanat zdzięcielski
Dekanat zdzięcielski – jeden z czterech dekanatów wchodzących w skład eparchii nowogródzkiej Egzarchatu Białoruskiego Patriarchatu Moskiewskiego.

## Parafia w dekanacie
- Parafia Opieki Matki Bożej w Dworcu
  - Cerkiew Opieki Matki Bożej w Dworcu
- Parafia św. Włodzimierza Chryszczanowicza w Gieżgałach
  - Cerkiew św. Włodzimierza Chryszczanowicza w Gieżgałach
- Parafia św. Jerzego Zwycięzcy w Górce
  - Cerkiew św. Jerzego Zwycięzcy w Górce
- Parafia Narodzenia Najświętszej Maryi Panny w Jaworze
  - Cerkiew Narodzenia Najświętszej Maryi Panny w Jaworze
- Parafia Zaśnięcia Najświętszej Maryi Panny w Kozłowszczyźnie
  - Cerkiew Zaśnięcia Najświętszej Maryi Panny w Kozłowszczyźnie
- Parafia św. Mikołaja Cudotwórcy w Nahorodowiczach
  - Cerkiew św. Mikołaja Cudotwórcy w Nahorodowiczach
- Parafia Świętych Borysa i Gleba w Nakryszkach
  - Cerkiew Świętych Borysa i Gleba w Nakryszkach
- Parafia Narodzenia Najświętszej Maryi Panny w Nowojelni
  - Cerkiew Narodzenia Najświętszej Maryi Panny w Nowojelni
- Parafia św. Jana Kronsztadzkiego w Ochonowie
  - Cerkiew św. Jana Kronsztadzkiego w Ochonowie
- Parafia św. Michała Archanioła w Rudzie Jaworskiej
  - Cerkiew św. Michała Archanioła w Rudzie Jaworskiej
- Parafia Świętych Apostołów Piotra i Pawła w Wiązowcu
  - Cerkiew Świętych Apostołów Piotra i Pawła w Wiązowcu
- Parafia Podwyższenia Krzyża Pańskiego w Wojniewiczach
  - Cerkiew Podwyższenia Krzyża Pańskiego w Wojniewiczach
- Parafia Przemienienia Pańskiego w Zdzięciole
  - Sobór Świętych Nowomęczenników i Wyznawców Cerkwi Ruskiej w Zdzięciole
  - Cerkiew Przemienienia Pańskiego w Zdzięciole

## Galeria

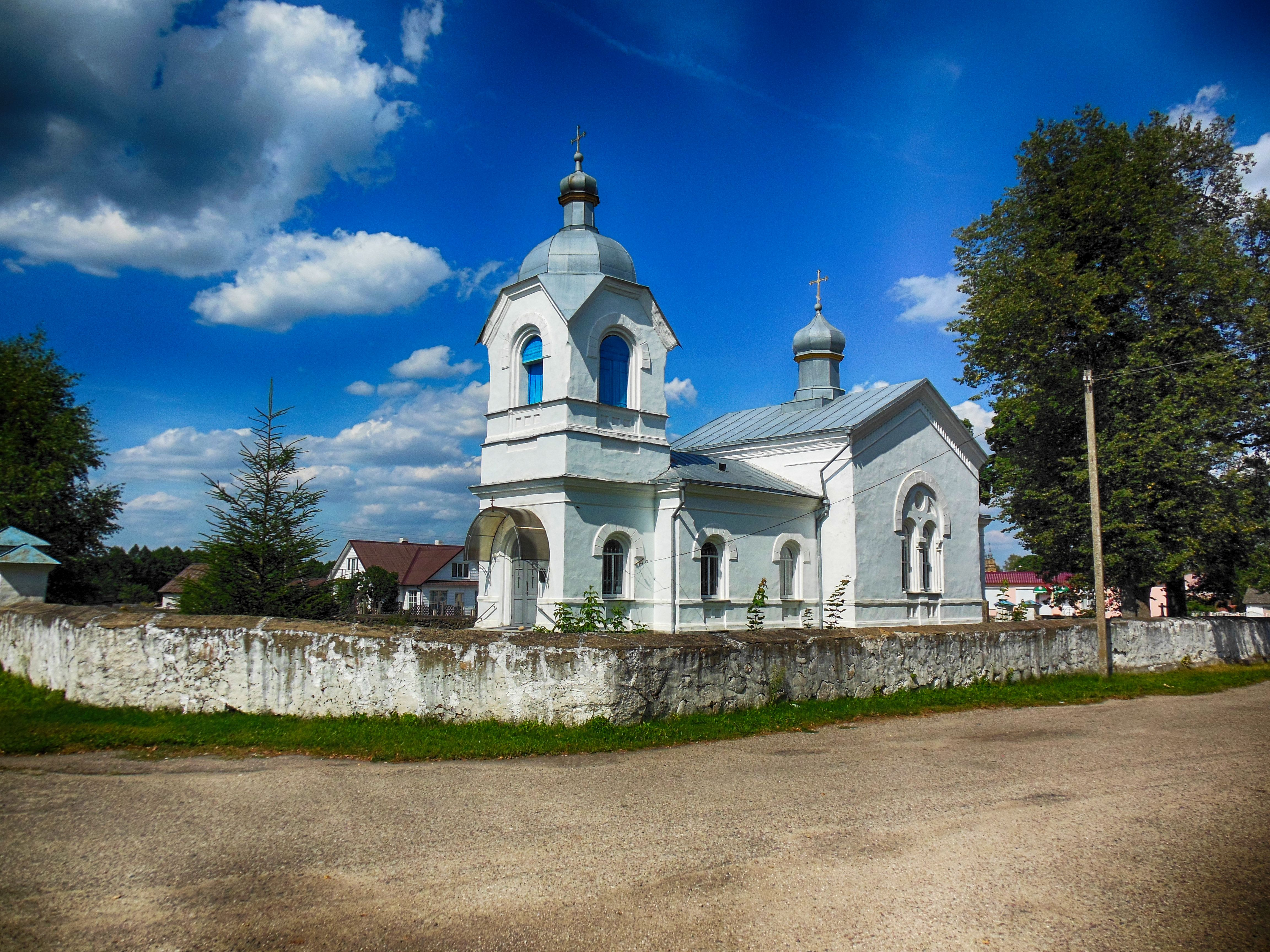
Cerkiew Opieki Matki Bożej w Dworcu
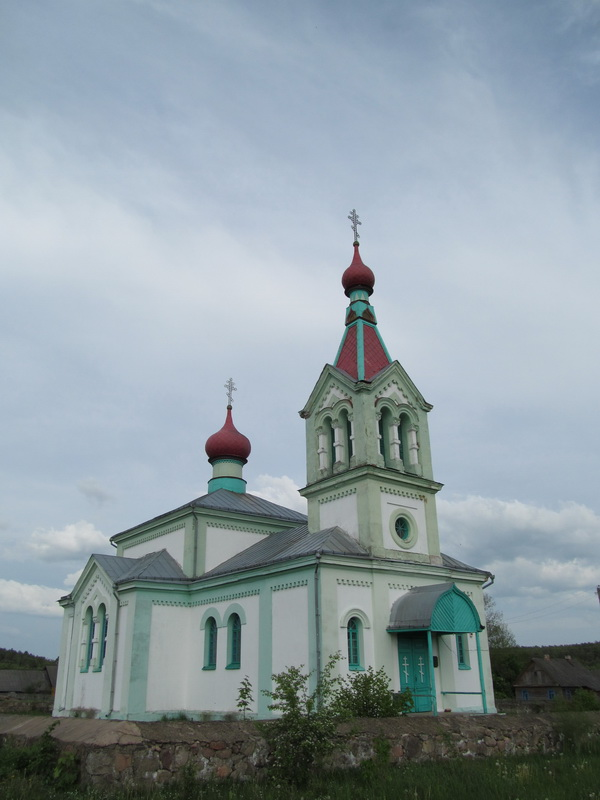
Cerkiew św. Jerzego Zwycięzcy w Górce
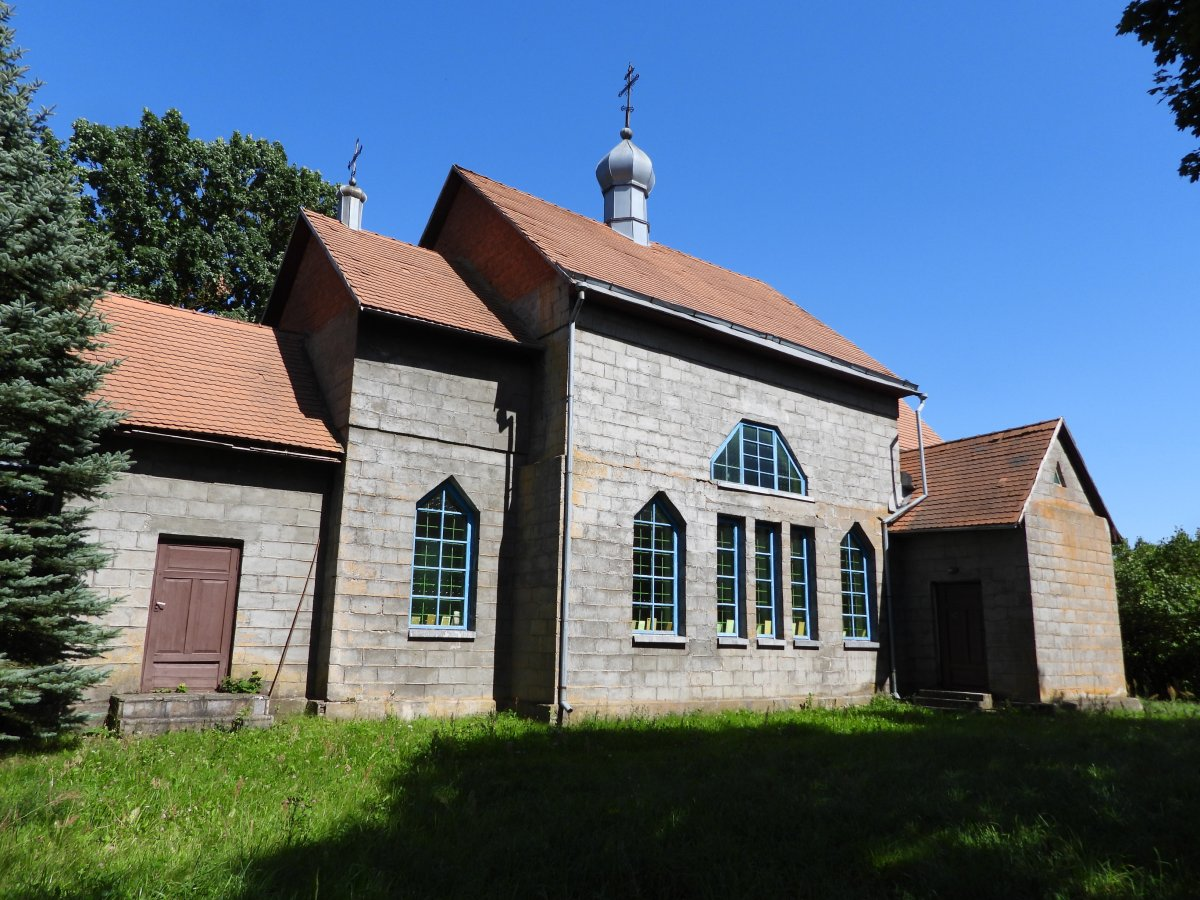
Cerkiew Narodzenia Najświętszej Maryi Panny w Jaworze
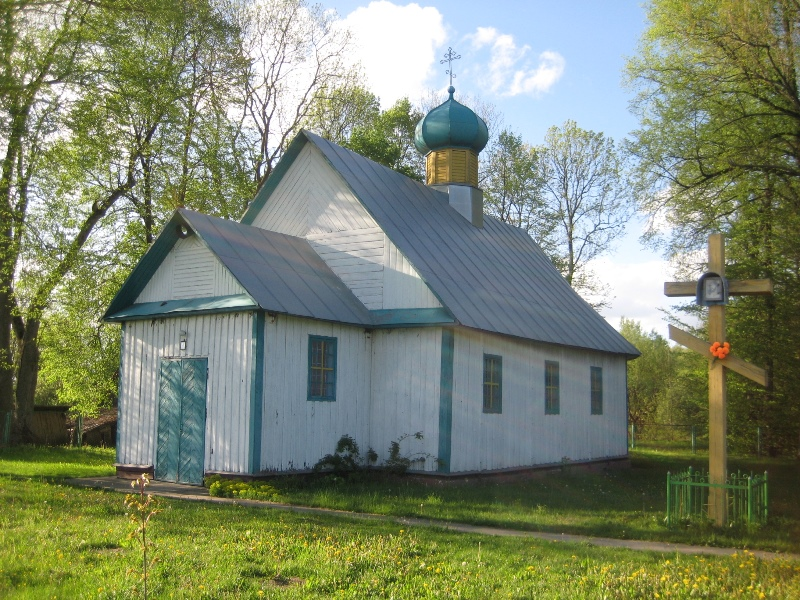
Cerkiew św. Mikołaja Cudotwórcy w Nahorodowiczach
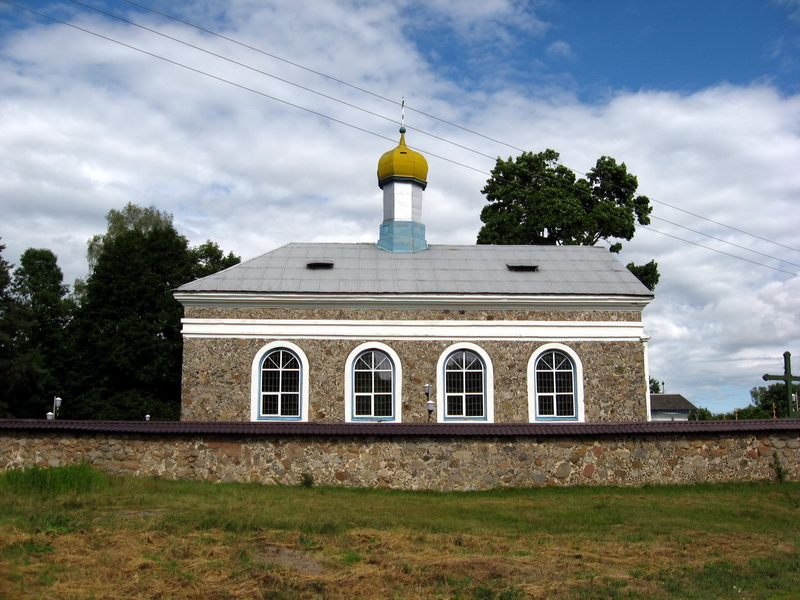
Cerkiew Świętych Borysa i Gleba w Nakryszkach
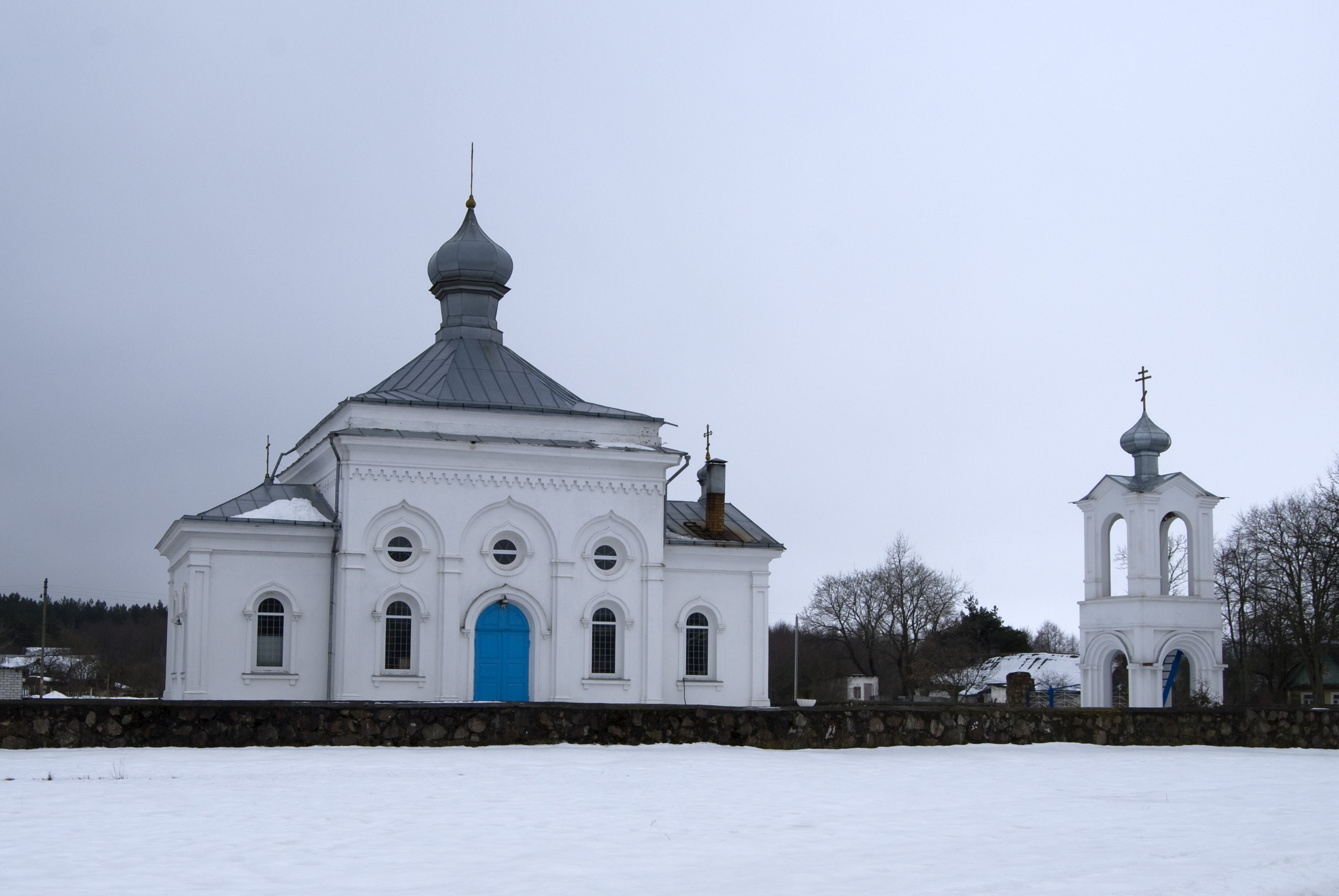
Cerkiew Narodzenia Najświętszej Maryi Panny w Nowojelni
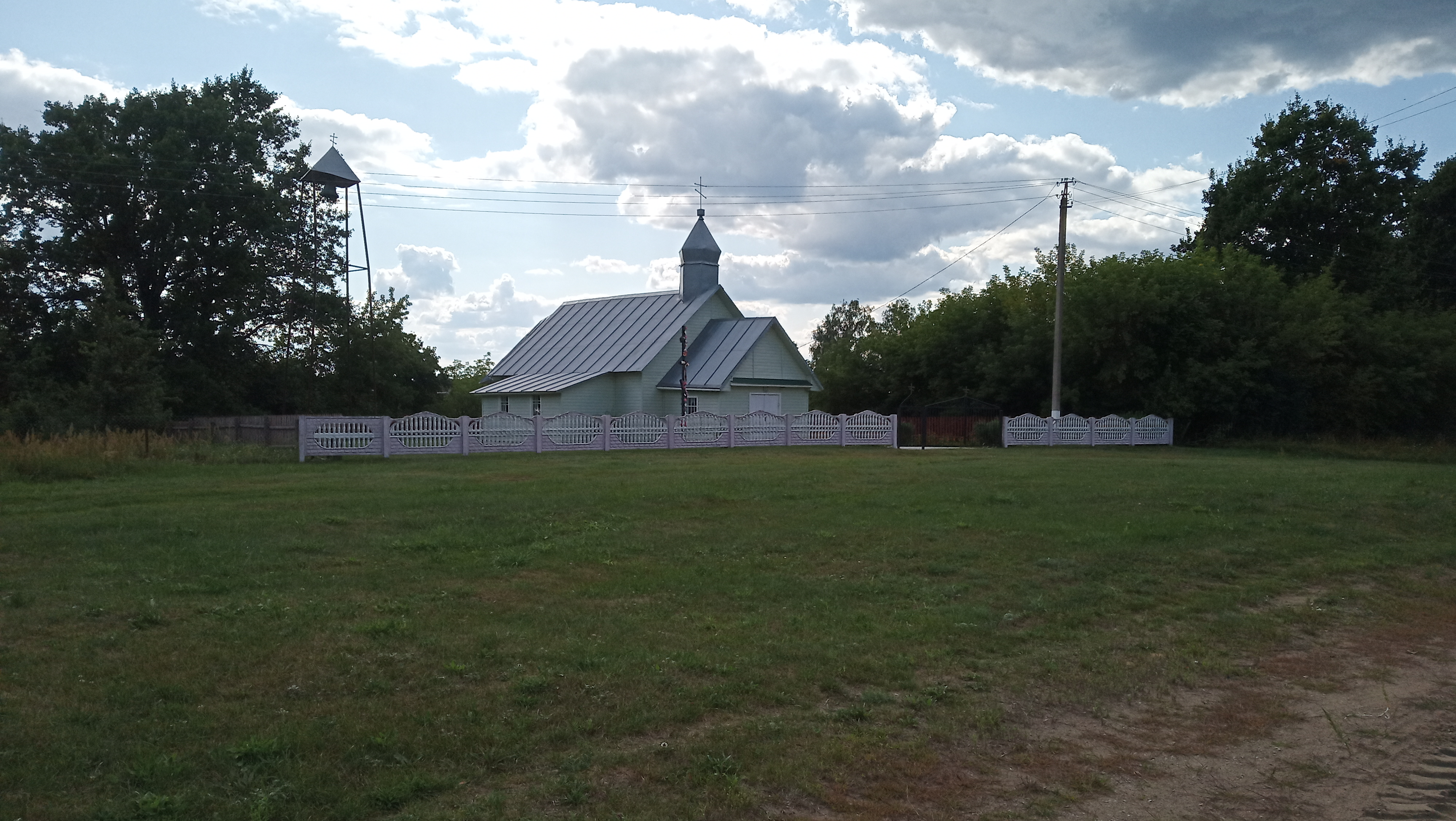
Cerkiew św. Michała Archanioła w Rudzie Jaworskiej
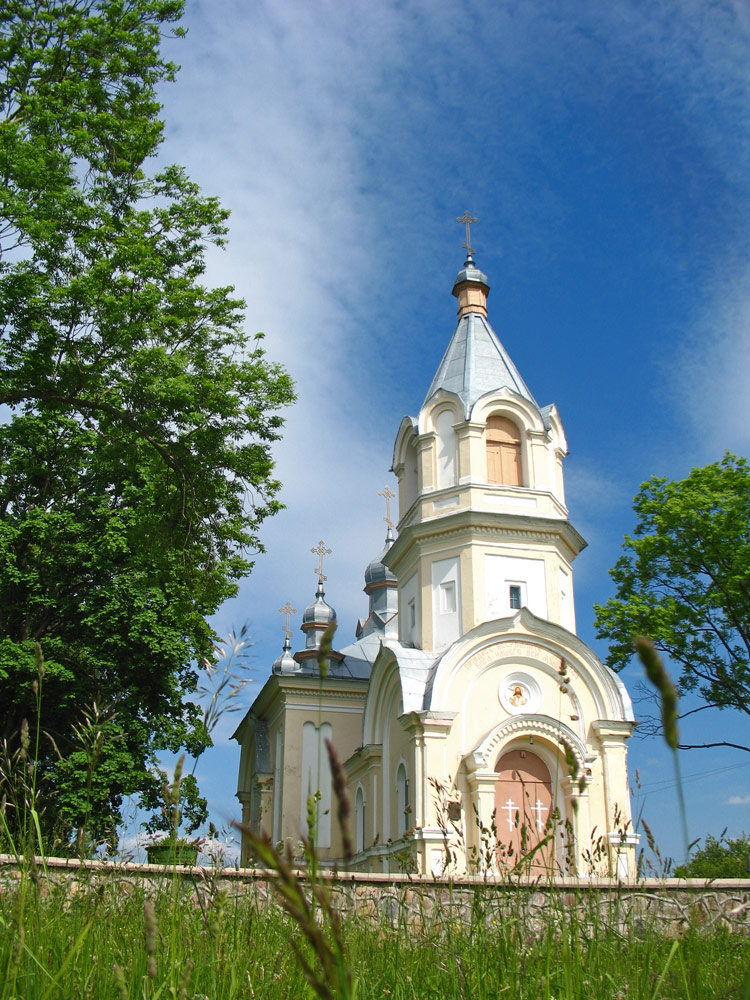
Cerkiew Świętych Piotra i Pawła w Wiązowcu
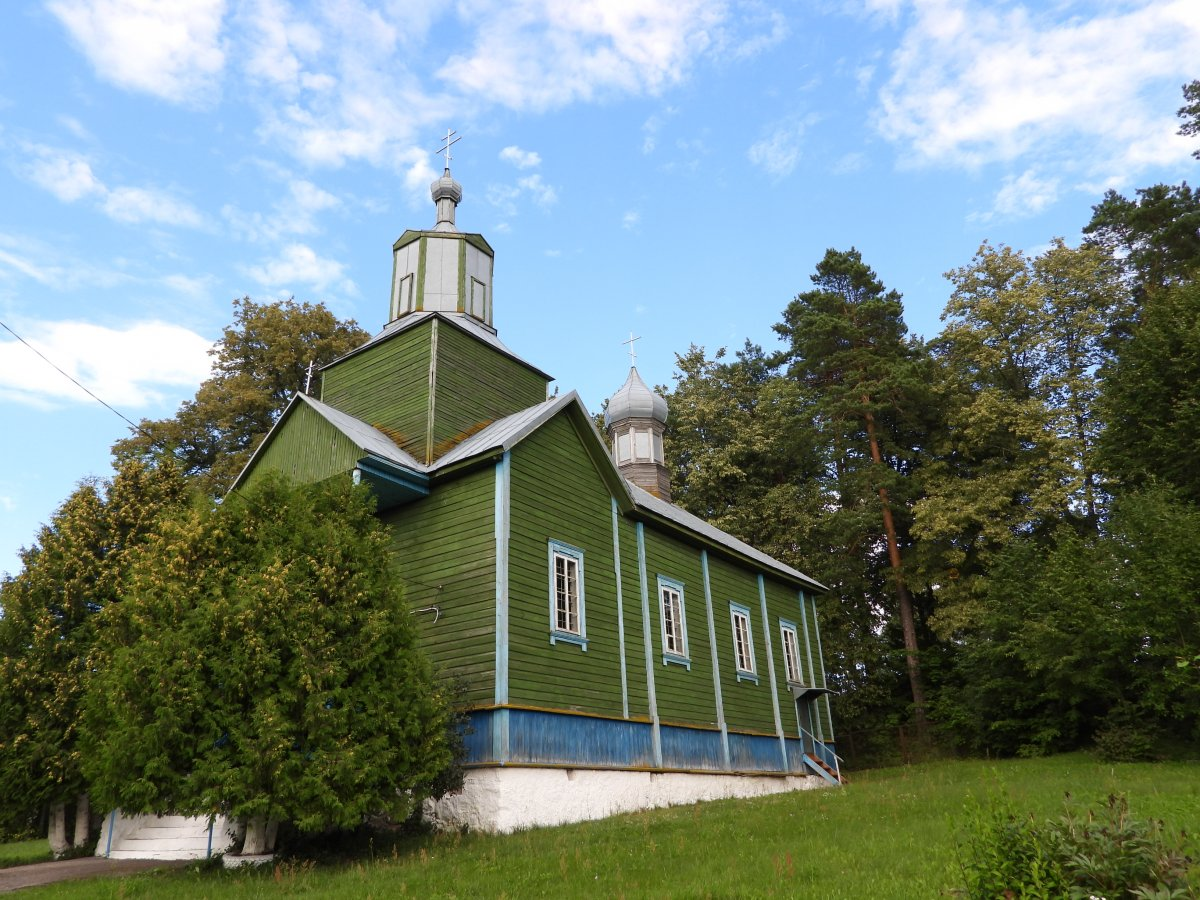
Cerkiew Podwyższenia Krzyża Pańskiego w Wojniewiczach
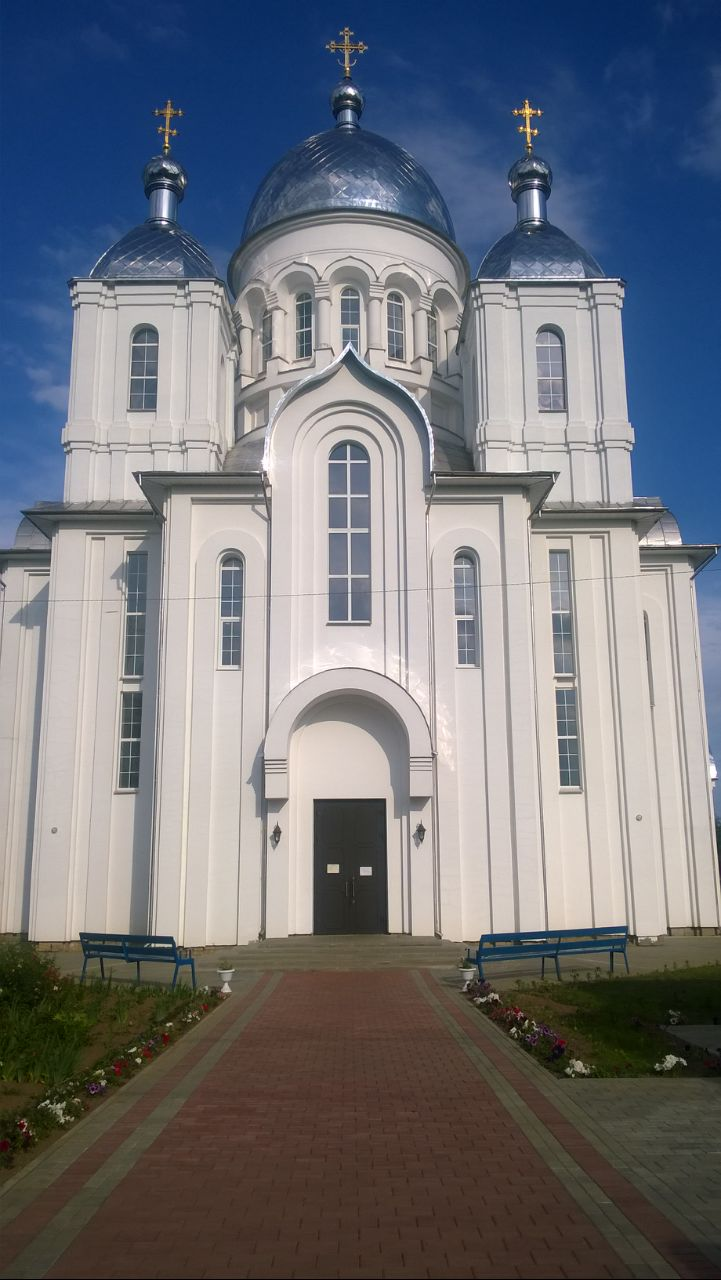
Sobór Świętych Nowomęczenników i Wyznawców Cerkwi Ruskiej w Zdzięciole